# Момичето, което вижда миризми
„Момичето, което вижда миризми“ (на корейски: 냄새를 보는 소녀; на английски: The Girl Who Sees Smells) е южнокорейски сериал, който се излъчва от 1 април до 21 май 2015 г. по Ес Би Ес.

## Сюжет
Ън Сол се прибира от училище и открива, че родителите ѝ са убити. Докато самата тя бяга от убиеца, е блъсната от кола и изпада в кома.
При разследването полицията открива, че в кожата на родителите на Ън Сол е издълбан специален баркод, дело на серийния убиец „Баркод“. Главният детектив по случая, О Дже Пьо, осъзнава, че момичето е единственият оцелял свидетел.
Същата вечер Че Му Гак е в болницата, за да посети по-малката си сестра, също на име Ън Сол, която е приета с леки наранявания след автобусна катастрофа. Но когато отива до леглото ѝ, той я намира мъртва с прерязано гърло.
Шест месеца по-късно Ън Сол се събужда от комата, но няма никакви спомени за живота си, а лявото ѝ око е станало зелено без научно обяснение. Освен това е придобила уникалната способност да „вижда“ миризмите като видими цветове и форми – по тях може да проследи къде са били хората, защото техните дълготрайни аромати са като следа. За да я защити, детектив Дже Пьо я осиновява и ѝ измисля нов живот, в който той е истинският ѝ баща, а името ѝ е Чо Рим.
От друга страна, Му Гак е толкова травмиран от смъртта на сестра си, че изпада в клинична смърт за десет дни. Когато се събужда, установява, че е загубил обонянието, вкуса и чувството си за болка. Той е твърдо е решен да залови убиеца. Без да познават болезнената семейна история на другия, Чо Рим и Му Гак се срещат. Способността на Чо Рим да вижда миризми се превръща в голяма помощ за Му Гак и те стават много близки.

## Актьори
- Пак Ю-чун – Че Му-гак
- Шин Се-кьонг – О Чо-рим / Че Ън-сол
- Намконг Мин – Куон Дже-хи / Джей Куон Форд
- Юн Джин-со – Йом Ми
- Чонг Ин-ги – О Дже-пьо
- Нам Чанг-хи – Чо Ин-бе
- О Чо-хи – О У-я
- Чонг Чан-у – Уанг Джи-банг
- Пак Джин-джу – Ма Е-ри
- И Уон-чонг – Канг Хьок